# Ernen
Ernen é uma comuna da Suíça, no Cantão Valais, com cerca de 541 habitantes. Estende-se por uma área de 35,4 km², de densidade populacional de 16 hab/km².  Confina com as seguintes comunas: Bellwald, Binn, Blitzingen, Fiesch, Grafschaft, Grengiols, Lax, Niederwald, Reckingen-Gluringen. 
A língua oficial nesta comuna é o Alemão.